# 柏木俊彦
柏木 俊彦（かしわぎ としひこ、1941年（昭和16年）1月8日 - ）は、日本の弁護士。平成国際大学学長。柏木・田澤法律事務所代表。

## 来歴・人物
東京生まれ。1966年（昭和41年）慶應義塾大学法学部卒業。司法試験合格。1970年（昭和45年）司法修習修了。弁護士登録。草鹿・富沢法律事務所入所。
1974年（昭和49年）アメリカ州立ワシントン大学ロースクール修了（LL.M.）。1975年（昭和50年）柏木・田澤法律事務所設立。同事務所代表。1996年（平成8年）にアメリカ・ニューヨーク州弁護士登録。第二東京弁護士会綱紀委員会委員長。1999年（平成11年）第二東京弁護士会副会長。日本弁護士連合会常務理事。2004年4月大宮法科大学院大学副学長。2007年4月大宮法科大学院大学学長に就任。その後、第二東京弁護士会倫理委員会委員長や日本弁護士連合会倫理委員会副委員長なども併任。2015年9月を以て大宮法科大学院大学が閉校に伴い同学長を退任。2015年10月学校法人佐藤栄学園学修サポートセンター長。2019年9月同学修サポートセンター長を退任。2020年7月平成国際大学学長に就任。
専門分野は、渉外法務や民事全般。

## 主な著書
- 慶應義塾大学法学部編『慶應義塾大学法学部法律学科開設百年記念論文集』（分担執筆　慶應義塾大学法学部 1990年）
- 小島武司, 小山稔と共編『テキストブック現代の法曹倫理』（法律文化社 2007年）